# 露館播遷
露館播遷（ろかんはせん、ろかんばんせん、朝鮮語: 아관파천、1896年2月11日 - 1897年2月20日）または高宗ロシア公館亡命（ロシア語: Бегство Коджона в русскую миссию）は、李氏朝鮮の第26代王・高宗がロシア公使館に逃亡した事件を言う。在朝鮮ロシア総領事のカール・イバノビッチ・ヴェーバーが個人的に貞洞のロシア公使館の建物を避難所として高宗に提供した。韓国でも古くは日本語での表記と同じように「露館播遷」と呼ばれたが、最近では俄館播遷（、「がかんはんせん」とも）と呼ばれることが多い。俄館露遷（）との記述もある。

## 関連年表

### 1895年（明治28年）
10月8日閔妃殺害事件（乙未事変）。
11月28日春生門事件。
露米両公館に潜伏していた李範晋・李学均・李允用・李完用、侍衛隊教官アメリカ人ダイ、アメリカ人宣教師等は高宗を奪い 金弘集総理らを殺害しようとしたカウンター・クーデターを計画。親衛隊大隊長の李軫鎬の内通により、失敗に終わりロシアの公使館やアメリカの公使館に逃げ込む。

### 1896年（明治29年）
1月31日儒生李弼熙の檄文。乙未義兵。
2月5日李範晋はロシアの指示で春川、忠清道で暴動を起こし、日本の電信線を切断。
2月10日ロシア 107名の水兵 20名の食料担当兵 大砲一門を漢城に搬入。ロシア兵150名となる。
宮女ゲン（元？）金明載より「各大臣等日本兵が密かに国王を廃位しようとしているので甚だ危険なり。速かに露館に播遷し回避されたし」旨の書状を高宗に届ける。
2月11日高宗と世子（純宗）が宮女用のかごに乗り、ロシア公使館へに逃げ込む。
高宗勅令で。
1. 閔妃殺害事件の犯人として特赦された趙羲淵、禹範善、李斗璜、李軫鎬、李範来、権濚鎮の首を持ってロシア公館に持参せよ。
閔妃殺害事件についての再調査も実施され、漢城で発行されていた英文雑誌に調査結果が掲載された。
2. 新内閣の公示。
総理大臣に金炳始、内部大臣に朴定陽、軍部大臣兼警務使李允用、法部大臣に趙秉稷、学部大臣に李完用、宮内大臣に李載純を命じる。
在朝ロシア公使はスペール。
趙羲淵、兪吉濬、張博、李軫鎬等は日本に亡命。
前総理金弘集と前農工商大臣鄭秉夏は亡命せず、警務庁前で暴徒に捕まり惨殺、遺体は焼却。

2月18日仁川で4000余名の暴徒が蜂起し官衙官宅を毀壊。
2月21日各地に起こる暴動のうち 、内部参書官徐相潗と申大均は騷優地方坡州、開城、驪州、利川等に乱民鎮撫に関する勅諭頒示の為に向かう。
2月22日内閣体制の更新。
李範晋は法部大臣兼警務使となり大院君派の粛清を開始。
3月16日大院君一派の人々、漢城府観察使金経夏、呂圭亨等従犯等数十名を逮捕、裁判へ。
3月27日アメリカ、雲山の金鉱採掘権、京仁線敷設権、漢城の電灯・電話・電車の敷設権取得。
4月22日ロシア、慶源・鍾城両処の鉱山採掘権を取得。
5月14日日本・ロシア間で朝鮮問題に関し、第1次日露議定書調印。
5月22日流刑10年に処せられた閔泳駿（後に閔泳徽と改名）、赦免となる。
6月9日日本・ロシア間で朝鮮問題に関し、第2次日露議定書調印。
6月12日ロシア、月尾島西南地段（44,316m2 年銀貨361元）租借契約を取得。
6月22日李範晋、在米国公使へ。
7月フランス、京義線敷設権を取得。
8月20日機械厰でのロシア技士雇傭契約（機械士官Remnevに每年銀貨200元）。
9月ロシア、豆満江上流地域・鴨緑江上流地域・鬱陵島・茂山の森林伐採権を取得。
11月21日旧臣ら、高宗に還宮請願計画（未遂）。

### 1897年（明治30年）
1月ロシア人N・ビルコフ（N. Birukov、Н. Бируков）をロシア語教師として雇用。
2月13日機械厰でのロシア技士雇傭契約（雇傭期間3年、俸給毎月銀貨260元、路費500元、帰路費800元、退職金2,000元）。
2月20日高宗、慶運宮に還宮。
10月12日大韓帝国へ国号を改める。
10月20日高宗の第7男子李垠誕生（母は露館播遷で同行した女官厳氏（厳妃））。